# Lingue germaniche orientali
Le lingue germaniche orientali, note anche come lingue germaniche dell'Oder-Vistola, sono un sottogruppo estinto di lingue indoeuropee, parte del gruppo delle lingue germaniche. La sola lingua germanica orientale di cui si siano rinvenuti testi è la lingua gotica; tra le altre lingue che si suppongono appartenere alle germaniche orientali vi sono lingua vandalica, lingua burgunda e lingua gotica di Crimea. Si crede che il gotico di Crimea sia sopravvissuto fino al XVIII secolo.

## Storia
Insediamenti precedenti al 750 a.C.
     Nuovi insediamenti nel 500 a.C.
     Nuovi insediamenti nel 250 a.C.
     Nuovi insediamenti nell'1 d.C.

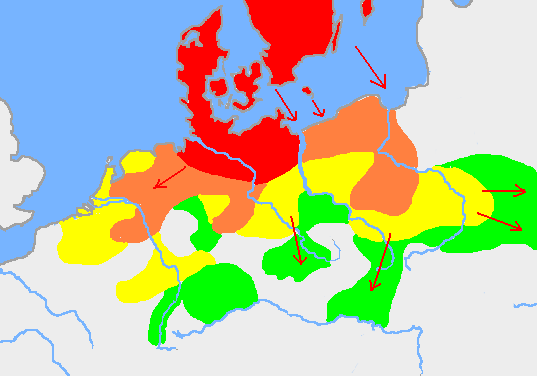
Espansione delle tribù germaniche nel periodo 750 a.C. – 1 d.C. (tratto dal Penguin Atlas of World History del 1988):
Insediamenti precedenti al 750 a.C.
Nuovi insediamenti nel 500 a.C.
Nuovi insediamenti nel 250 a.C.
Nuovi insediamenti nell'1 d.C.

Le fonti utili per l'analisi di questo ceppo linguistico sono Giordane, Procopio e Paolo Diacono, oltre ad altri autori minori. Secondo prove linguistiche, toponimi, e prove archeologiche, si crede che i popoli germanici orientali (coloro che parlavano le lingue in questione) migrarono dalla Scandinavia fino all'area compresa tra i fiumi Oder e Vistola, attorno al 600 – 300 a.C. Infatti l'influenza scandinava in Pomerania ed in Polonia settentrionale è talmente elevata da far includere a volte queste regioni nella cultura dell'età del bronzo nordica.
Esistono anche prove archeologiche e toponomastiche del fatto che i Burgundi siano nati sull'isola di Bornholm in Danimarca (norreno: Borgundarholm).
I popoli germanici orientali, rispetto ai settentrionali, migrarono dalla Scandinavia fino alle rive orientali dell'Elba (Vandali, Burgundi, Goti, Rugi ed altri).